# 大野町立図書館
大野町立図書館（おおのちょうりつとしょかん）は、岐阜県揖斐郡大野町にある公共図書館。
大野町総合町民センターに併設する。

## 概要
1994年（平成6年）7月開館。大野町総合町民センターの1階にある。延床面積は1078m2。
2007年（平成19年）10月から岐阜県の町村立図書館として初めて指定管理者制度を導入しており、2022年（令和4年）4月からは大野町総合町民センター管理運営共同体が管理運営している。
2014年（平成26年）には岐阜県で初めて国立国会図書館デジタルコレクションが導入された。
2019年度末の蔵書数は12万0725冊、2019年度の貸出数は11万4344冊である。
大野町中央公民館内に1968年（昭和43年）に設置された図書室が移転。大野町図書館となった。

## 利用案内
- 開館時間：10：00 - 18：00
- 休館日：月曜日（当日が祝日の時は翌日）、祝日の翌日、年末年始（12月29日 - 1月3日）、資料整理日（月1回）
- 貸出
  - 貸出点数：1人10点まで
  - 貸出期間：14日間

## 交通アクセス

### 公共交通機関
- 「大野バスセンター」バス停より徒歩すぐ。
  - 岐阜バス
    - JR東海東海道本線・高山本線岐阜駅（JR岐阜駅バスターミナル）・名鉄名古屋本線・各務原線名鉄岐阜駅（名鉄岐阜のりば）より真正大縄場線【O85】「大野バスセンター」、大野忠節線【C39】「大野バスセンター」行き
    - JR東海東海道本線穂積駅より大野穂積線「大野バスセンター」行き

  - 名阪近鉄バス
    - JR東海東海道本線・樽見鉄道・養老鉄道大垣駅（大垣駅前バスのりば）より大垣大野線「大野バスセンター」行き

  - 揖斐川町ふれあいバス
    - 養老鉄道揖斐駅より揖斐大野線「大野バスセンター」行き

### 自動車
- 東海環状自動車道大野神戸ICより約3㎞。

## 周辺施設
- 大野町役場
- 大野町中央公民館
- 大野町保健センター
- 大野町民俗資料館
- 大野町立大野中学校
- 大野町立大野小学校
- 大野町民武道館